# Machnatá

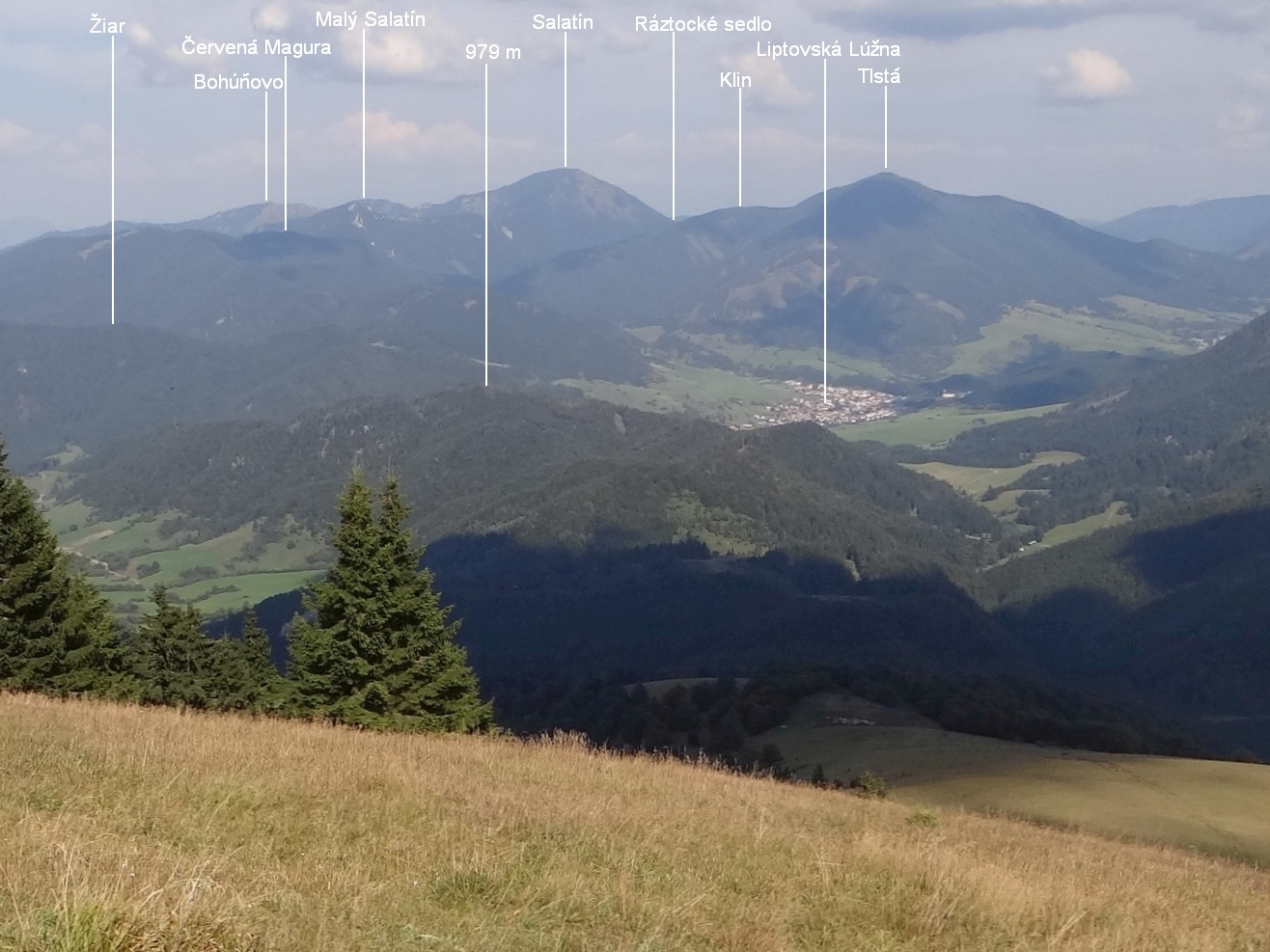
Widok na dolinę potoku Machnatá ze szczytu Malý Zvolen

Machnatá – potok na Słowacji, lewy dopływ potoku Ráztočná. Wypływa na wysokości około 1320 m w dolince wciosowej między zachodnimi grzbietami szczytów Klin (1379 m) i Tlstá (1555 m) w Niżnych Tatrach. Spływa między tymi grzbietami w kierunku zachodnim (z odchyleniem na południowy zachód) i na wysokości około 830 m uchodzi do potoku Ráztočná.
Jest to niewielki potok. Cała jego  zlewnia znajduje się poza obszarami zabudowanymi, w górskim terenie porośniętym lasem. Tylko rejon ujścia to łąki miejscowości Liptovská Lúžna.